# Zamienie (gromada)
Zamienie – dawna gromada, czyli najmniejsza jednostka podziału terytorialnego Polskiej Rzeczypospolitej Ludowej w latach 1954–1972.
Gromady, z gromadzkimi radami narodowymi (GRN) jako organami władzy najniższego stopnia na wsi, funkcjonowały od reformy reorganizującej administrację wiejską przeprowadzonej jesienią 1954 do momentu ich zniesienia z dniem 1 stycznia 1973, tym samym wypierając organizację gminną w latach 1954–1972.
Gromadę Zamienie z siedzibą GRN w Zamieniu utworzono – jako jedną z 8759 gromad na obszarze Polski – w powiecie mińskim w woj. warszawskim, na mocy uchwały nr VI/10/7/54 WRN w Warszawie z dnia 5 października 1954. W skład jednostki weszły obszary dotychczasowych gromad Celinów, Jędrzejnik, Józefów, Kluki, Maliszewo, Podrudzie i Zamienie ze zniesionej gminy Glinianka w tymże powiecie. Dla gromady ustalono 16 członków gromadzkiej rady narodowej.
31 grudnia 1961 gromadę zniesiono, włączając jej obszar do gromad: Stojadła (wsie Celinów, Jędrzejnik, Podrudzie i Zamienie), Rudzienko k/Kołbieli (wsie Józefów i Maliszew) i Cielechowizna (wieś Kluki) w tymże powiecie.